# Atoka
Atoka es un meteorito de condrita L que se observó caer a la tierra cerca de Atoka, Oklahoma, en 1945. Pesa 1,384  gramos.

## Clasificación
Se clasifica como una condrita L y pertenece al tipo petrológico 6, por lo que se asignó al grupo L6.